# الغطغط
الغطغط هي أول هجرة لقبيلة عتيبة، وثاني هجرة في تاريخ الدولة السعودية الثالثة. كانت بدايتها خمسون خيمة في أرض فضاء تحولت إلى هجرة عام 1913. كانت أكثر الهجر سكانا هي والداهنة وتبعد عن الرياض العاصمة ثمانين كيلاً إلى الجنوب الغربي. ويمر بقربها الآن الخط السريع المتجه من الرياض إلى الحجاز.
وكان أصحاب الخمسين خيمة كلهم من عتيبة ومعهم ماجد بن خثيلة وعلوش بن حميد. وبدأو في البناء وبعد نزل عليهم الشيخ سلطان بن بجاد بن حميد فكثر سكانها حتى جاوز العشرة الآف نسمة. وكانت تخرج سنة 1926 م 5000 مقاتل تحت إمارة سلطان بن بجاد ابن حميد وكان لهم دور كبير في معارك ابن سعود ضد شريف مكة الشريف حسين بن علي ملك المملكة الحجازية الهاشمية.
وبعد معركة السبلة دُمرت الغطغط حتى أن أخشاب بيوتها قد أخذها أهل ضرما. وبقيت هياكل فقط كما قال جون حبيب الذي زارها. وقال بقيت كذلك حتى جاء ماجد بن خثيلة إلى الملك عبد العزيز يطلب منه السماح له بسكنها فسمح ببناء بلدة جديدة تبعد عن القديمة قليلاً.
والغطغط هي الهجرة الوحيدة التي بنيت قرب تجمع حضري، إذ أن الهجر عادة ما تكون بعيدة عن التجمعات الحضرية. كان ما تكون على مورد ماء قديم أو روضة معروفة أو مكاناً بعيداً عن القرى.